# Szczęsnowicze (Białoruś)
Szczęsnowicze (biał. Шчаснавічы, Szczasnawiczy; ros. Щасновичи, Szczasnowiczi) – wieś na Białorusi, w obwodzie brzeskim, w rejonie lachowickim, w sielsowiecie Nacza.

## Historia
W dwudziestoleciu międzywojennym leżały w Polsce, w województwie nowogródzkim, w powiecie baranowickim, w gminie Lachowicze. W 1921 miejscowość liczyła 296 mieszkańców, zamieszkałych w 56 budynkach, w tym 293 Białorusinów, 1 Polaka i 2 osoby innej narodowości. 276 mieszkańców było wyznania prawosławnego i 20 rzymskokatolickiego.
Po II wojnie światowej w granicach Związku Sowieckiego. Od 1991 w niepodległej Białorusi.